# Università di Oulu

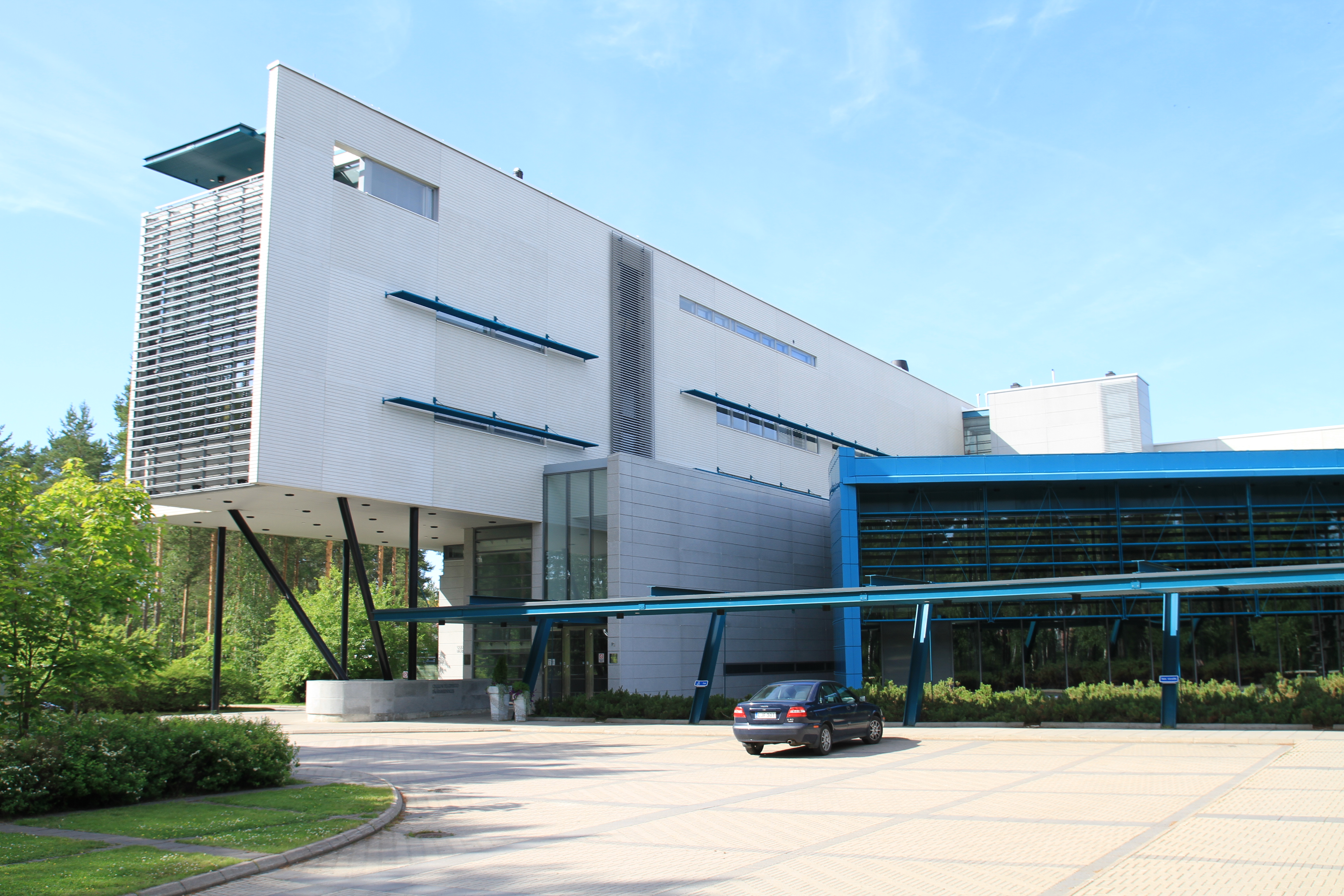
L'edificio principale a Linnanmaa

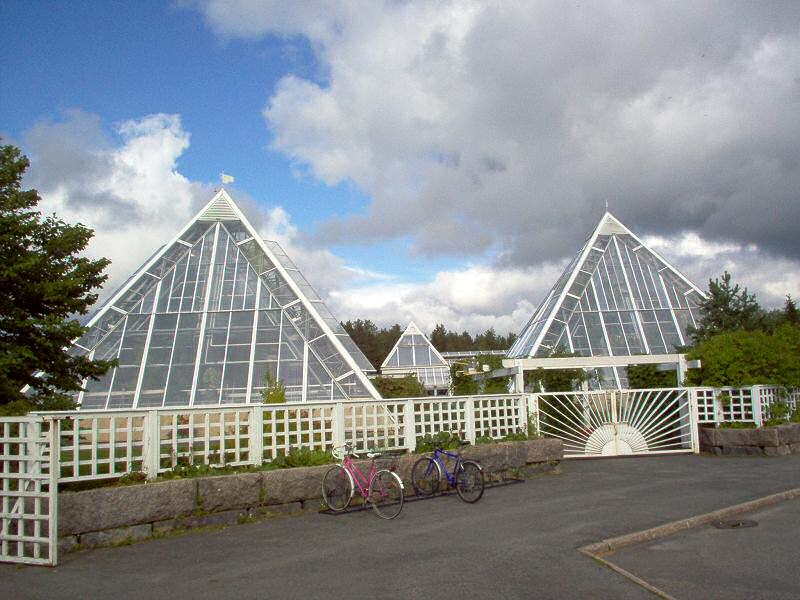
Ingresso al giardino botanico universitario

L'Università di Oulu (ufficialmente Oulun yliopisto) è una delle più grandi università della Finlandia. Si è posta nella Classifica accademica delle università mondiali come la migliore università finlandese, seconda dopo l'Università di Turku e tra 303 e 401 nel mondo.